# Mimosa botucatuana
Mimosa botucatuana är en ärtväxtart som beskrevs av Frederico Carlos Hoehne. Mimosa botucatuana ingår i släktet mimosor, och familjen ärtväxter. Inga underarter finns listade i Catalogue of Life.